# Helmut Schirrmacher
Helmut Heinz Schirrmacher (* 6. Mai 1923 in Elbing, Provinz Ostpreußen; † 11. Mai 2009 in Bielefeld) war ein deutscher Polizeibeamter und -Funktionär. Er war von 1975 bis 1981 Bundesvorsitzender der Gewerkschaft der Polizei (GdP) und danach Polizeipräsident in Bielefeld.
Helmut Schirrmacher, Sohn von Hedwig Schirrmacher, geborene Scheffler, und des Werkzeugschlossers Erich Schirrmacher, schloss 1940 eine 1937 begonnenen kaufmännische Lehre ab, trat 1947 in den Polizeidienst, arbeitete 1953 bis 1954 im gehobenen Polizei-Vollzugsdienst und 1973 bis 1974 im höheren Dienst (Polizei-Führungs-Akademie). Er wurde Polizeidirektor und gehörte zu den Gründungsmitgliedern der GdP in Niedersachsen. Nach Tätigkeiten im Vorstand der GdP wurde er 1969 Landesvorsitzender in Niedersachsen. Von 1970 bis 1975 war er stellvertretender Vorsitzender der GdP auf Bundesebene, bis er 1975 auf dem Bundeskongress zum Vorsitzenden gewählt wurde. Im Jahr 1981 trat er von diesem Amt zurück, da er zum Polizeipräsidenten von Bielefeld ernannt wurde. Sein Nachfolger im Amt des Bundesvorsitzenden wurde Günter Schröder.
Schirrmacher war evangelisch, seit 1950 verheiratet mit Amalie Schirrmacher, geborene Küllmer, und hatte drei Kinder (Uwe, Nora und Jörg). Er war SPD-Mitglied und Träger des Großen Verdienstkreuzes der Bundesrepublik Deutschland.